# Шафран, Даниил Борисович
Даниил Борисович Шафра́н (1923—1997) — советский, российский виолончелист, педагог. Народный артист СССР (1977). Лауреат Сталинской премии третьей степени (1952).

## Биография
Родился 13 января 1923 года в Петрограде (ныне Санкт-Петербург) в еврейской семье музыкантов, его отец был виолончелистом, а мать — пианисткой.

Могила Д. Шафрана на Троекуровском кладбище Москвы.

С восьми с половиной лет начал заниматься музыкой под руководством своего первого педагога — отца Бориса Семёновича Шафрана (1896—1980), который тридцать лет возглавлял виолончельную группу Симфонического оркестра Ленинградской филармонии. С десяти лет занимался в особой детской группе при Ленинградской консерватории им. Н. А. Римского-Корсакова под руководством А. Я. Штримера.
В 1937 году, в возрасте 14 лет завоевал первую премию на Всесоюзном конкурсе скрипачей и виолончелистов в Москве. Тогда же была сделана его первая грамзапись — Вариации на тему рококо П. И. Чайковского. Начал играть на виолончели Амати 1630 года, которую он использовал всю свою творческую жизнь.
В начале войны эвакуировался в Новосибирск, где впервые исполнил виолончельные концерты Л. Боккерини, Й. Гайдна, Р. Шумана, А. Дворжака.
В 1943 году стал солистом Московской филармонии. После окончания войны, в 1946 году исполнил виолончельную сонату Д. Д. Шостаковича в ансамбле с автором, которая была записана на пластинку.
С 1946 года начал гастролировать за рубежом, посетив Австрию, Австралию, Германию, Бельгию, Польшу, Канаду, Италию, Великобританию, Чехословакию, США, Японию, страны Ближнего Востока и Латинской Америки.
В 1949 году был удостоен 1-й премии конкурса Международного фестиваля молодёжи и студентов в Будапеште.
В 1950 году окончил Ленинградскую консерваторию им. Н. А. Римского-Корсакова по классу виолончели у А. Я. Штримера.
Исполнял и записывал обширный репертуар: концерты Р. Шумана, К. Сен-Санса, А. Дворжака (увековеченный на золотом диске в ансамбле с К. М. Джулини), Д. Мийо, С. Барбера, С. С. Прокофьева, А. И. Хачатуряна, Д. Д. Шостаковича, все сонаты Л. Бетховена и И. Брамса, все шесть сюит И. С. Баха, сочинения М. Равеля, К. Дебюсси, и современную музыку: первый концерт Т. Н. Хренникова, оба концерта Д. Б. Кабалевского (второй и посвящён Шафрану), а также сочинения Б. А. Арапова, С. Ф. Цинцадзе, Б. А. Чайковского, А. Г. Шнитке, М. С. Вайнберга, с Первой сонатой которого музыкант дебютировал в 1960 году на сцене Карнеги-холла.
Его игра отмечена тонкой поэтичностью, артистизмом, яркой виртуозностью, уникально певучим звуком.
Много времени уделял преподавательской деятельности. Давал мастер-классы в Германии, Люксембурге, Италии, Англии, Финляндии, Японии и других странах.
Был председателем жюри многих международных виолончельных конкурсов, в том числе Международного конкурса имени П. И. Чайковского (1974—1990).
Автор ряда статей, опубликованных в советских журналах.
Член ВКП(б) с 1945 года.
Умер 7 февраля 1997 год в Москве. Похоронен на Троекуровском кладбище.

### Семья
- 1-я жена — Нина Никитична (Мкртичевна) Мусинян, пианистка, сестра Г. Н. Мусинянца.
- 2-я жена — Светлана Ивановна Шафран (5 августа 1926 — 24 сентября 2014).

## Награды и звания
- Первая премия на Всесоюзном конкурсе скрипачей и виолончелистов в Москве (1937)
- Первая премия конкурса Международного фестиваля молодёжи и студентов в Будапеште (1949)
- Первая премия на Международном конкурсе виолончелистов им. Г. Вигана музыкального фестиваля «Пражская весна» (1950)
- Заслуженный артист РСФСР (1955)
- Народный артист РСФСР (1971)
- Народный артист СССР (1977)
- Сталинская премия третьей степени (1952) — за концертно-исполнительскую деятельность
- Первый из советских музыкантов, который был избран почётным академиком Всемирной академии музыкантов в Риме (1959).

## Память
- В сентябре 1997 года виолончель Д. Б. Шафрана работы братьев Амати была передана его вдовой Светланой Ивановной Шафран в дар Государственному музею музыкальной культуры имени М. И. Глинки.
- Российский фонд культуры, Международный благотворительный фонд «Новые имена» учредил ежемесячную стипендию им. Даниила Шафрана, которая будет присуждаться каждый год лучшим студентам на конкурсной основе.